# Списак професионалних болести у Србији
Списак професионалних болести у Србији саставни је део законских аката којим се у једној земљи уређује заштита радника, на основу заузетог става Међународне организација рада (МОР) која је 1934 године донела Конвенцију број 121 - О давању за случај несреће на послу и професионалних болести. Ову конвенцију ратификовале су скоро све земље света, међу којима и Република Србија, и на основу тог чина се као земље потписнице обавезала да између осталог: пропише листу болести којом би се обухватиле минимално, бар оне болести које су набројане и наведене у прилогу ове конвенције, како би те болести у Србији биле признате као професионалне болести.
Како професионалне болести представљају патолошка стања настала у непосредној вези са редовним занимањем радника, оне се посебно систематизују и наводе у посебним списковима, и проузроковане су утицајем процеса и услова рада на радника који тај посао обавља, или сажето речено, то су болести изазване штетностима са радног места.
Како свака држава за себе индивидуално утврђује листу професионалних болести, њихов број је различит од земље до земље. Тако нпр. у земљама Европске унија ова листа садржи и до 250 обољења, на списку Међународне организације рада налази се њих 106, а на списку у Србији 56.
У наставку странице дат је списак 56 болести које су у Републици Србији, признате као професионалне. Списак, је давно састављен (још у СР Југославији 1997.), а последњи пут је ревидиран (и практично преписан) 2007. године. 
Постоји и идеја у Србији да се уместо овог списка усвоји европски списак са 62 обољења, што је обавезујући пропис за све земље у Европској унији, како се не би десило, да се тек када Србија уђе у Европску унију, правио нови списак професионалних болести.

## Болести проузроковане хемијским дејством

### Тровања металима и неметалима
| Ред. бр. | Професионална болест                        | Послови и радна места на којима се болест јавља                                                                                    | Услови за признавање болести као професионалне |
| -------- | ------------------------------------------- | --- | --- |
| 1.       | Тровање оловом или његовим једињењима       | Послови и радна места на којима постоји експозиција оловом или његовим једињењима (Доказ о интензитету и трајању експозиције)      | Изражена клиничка слика тровања или специфична оштећења крви и крвотворних органа или периферног нервног система или ЦНС-а или бубрега                                         |
| 2.       | Тровање живом или њеним једињењима          | Послови и радна места на којима постоји експозиција живом или њеним једињењима (Доказ о интензитету и трајању експозиције)         | Клиничка слика тровања са специфичним оштећењем нервног система или бубрега или најмање три од осталихоргана и система                                                         |
| 3.       | Тровање арсеном или његовим једињењима      | Послови и радна места на којима постоји експозиција арсеном или његовим једињењима (Доказ о интензитету и трајању експозиције)     | Клиничка слика тровања са специфичним оштећењем крви и крвотворних органа или нервног система или два од следећих органа: Срце, Бубрези, Јетра.                                |
| 4.       | Тровање фосфором или његовим једињењима     | Послови и радна места на којима постоји експозиција фосфором или његовим једињењима (Доказ о интензитету и трајању експозиције)    | Клиничка слика тровања са специфичним оштећењем два од следећих органа или органска система кости, јетра, бубрези, нервни систем, крв и крвотворни органи, срце.               |
| 5.       | Тровање манганом или његовим једињењима     | Послови и радна места на којима постоји експозиција манганом или његовим једињењима (Доказ о интензитету и трајању експозиције)    | Клиничка слика тровања са специфичним оштећењем нервног система или два од следећих органа или органских система јетра, бубрези, крв и крвотворни органи, респираторни систем. |
| 6.       | Тровање берилијум или његовим једињењима    | Послови и радна места на којима постоји експозиција берилијумом или његовим једињењима (Доказ о интензитету и трајању експозиције) | Клиничка слика тровања са специфичним променама на плућима или специфичним оштећењем друга два органа или органска система.                                                    |
| 7.       | Тровање кадмијумом или његовим једињењима   | Послови и радна места на којима постоји експозиција кадмијумом или његовим једињењима (Доказ о интензитету и трајању експозиције)  | Клиничка слика тровања са специфичним оштећењем бубрега или костију или два од следећих органа или органска система РЕС, јетра, крв и крвоторни органи                         |
| 8.       | Тровање селеном или његовим једињењима      | Послови и радна места на којима постоји експозиција селеном или његовим једињењима (Доказ о интензитету и трајању експозиције)     | Клиничка слика тровања са специфичним оштећењем три органа или органска система                                                                                                |
| 9.       | Тровање ванадијум или његовим једињењима    | Послови и радна места на којима постоји експозиција ванадијумом или његовим једињењима (Доказ о интензитету и трајању експозиције) | Клиничка слика тровања са специфичним оштећењем три органа или органска система                                                                                                |
| 10.      | Тровање хромом или његовим једињењима       | Послови и радна места на којима постоји експозиција хромом или његовим једињењима (Доказ о интензитету и трајању експозиције)      | Клиничка слика тровања са специфичним оштећењем три органа или органска система                                                                                                |
| 11.      | Тровање никлом или његовим једињењима       | Послови и радна места на којима постоји експозиција никлом или његовим једињењима (Доказ о интензитету и трајању експозиције)      | Клиничка слика тровања са специфичним оштећењем три органа или органска система                                                                                                |
| 12.      | Тровање цинком или његовим једињењима       | Послови и радна места на којима постоји експозиција цинком или његовим једињењима (Доказ о интензитету и трајању експозиције)      | Клиничка слика тровања са специфичним оштећењем три органа или органска система                                                                                                |
| 13.      | Тровање бакром или његовим једињењима       | Послови и радна места на којима постоји експозиција бакром или његовим једињења (Доказ о интензитету и трајању експозиције)        | Клиничка слика тровања са специфичним оштећењем три органа или органска система                                                                                                |
| 14.      | Тровање алуминијумом или његовим једињењима | Послови и радна места на којима постоји експозиција алуминијумом или његовим једињења (Доказ о интензитету и трајању експозиције)  | Клиничка слика тровања са специфичним оштећењем три органа или органска система                                                                                                |
| 15.      | Тровање кобалтом или његовим једињењима     | Послови и радна места на којима постоји експозиција кобалтом или његовим једињењима (Доказ о интензитету и трајању експозиције)    | Клиничка слика тровања са специфичним оштећењем три органа или органска система                                                                                                |
| 16.      | Тровање калајем или његовим једињењима      | Послови и радна места на којима постоји експозиција калајем или његовим једињењима (Доказ о интензитету и трајању експозиције)     | Клиничка слика тровања са специфичним оштећењем три органа или органска система                                                                                                |
| 17.      | Тровање антимоном или његовим једињењима    | Послови и радна места на којима постоји експозиција антимоном или његовим једињењима Доказ о интензитету и трајању експозиције)    | Клиничка слика тровања са специфичним оштећењем три органа или органска система                                                                                                |

### Тровање гасовима
| Ред. бр. | Професионална болест                              | Послови и радна места на којима се болест јавља                                                                                             | Услови за признавање болести као професионалне |
| -------- | ------------------------------------------------- | --- | --- |
| 18.      | Тровање халогеним елементима и њиховим дериватима | Послови и радна места на којима постоји експозиција халогеним елементима или њиховим једињењима (Доказ о интензитету и трајању експозиције) | Клиничка слика тровања са хроничним иритативним ефектом на кожи, слузокожама и респираторном систему                                                                                  |
| 19.      | Тровање сумпором или његовим једињењима           | Послови и радна места на којима постоји експозиција сумпору или његовим једињењима (Доказ о интензитету и трајању експозиције)              | Клиничка слика тровања са хроничним иритативним ефектом на кожи, слузокожама и респираторном систему                                                                                  |
| 20.      | Тровање азотним једињењима                        | Послови и радна места на којима постоји експозиција азотним једињењима (Доказ о интензитету и трајању експозиције)                          | Клиничка слика тровања са хроничним иритативним ефектом на кожи, слузокожама и респираторном систему                                                                                  |
| 21.      | Тровање угљен моноксидом                          | Послови и радна места на којима постоји експозиција угљен моноксида (Доказ о интензитету и трајању експозиције)                             | Клиничка слика тровања са специфичним оштећењем два од следећих органа или органска система; централни нервни систем, срце и крвни судови, крв и крвотворни органи.                   |
| 22.      | Тровање цијаном или његовим једињењима            | Послови и радна места на којима постоји експозиција цијаном или његовим једињењима (Доказ о интензитету и трајању експозиције)              | Клиничка слика тровања са вегетативним манифестацијама и специфичним оштећењима два од следећих органа или органска система; нервни систем, штитаста жлезда, крв и крвотворни органи. |

### Тровање растварачима
| Ред. бр. | Професионална болест                                                  | Послови и радна места на којима се болест јавља | Услови за признавање болести као професионалне |
| -------- | --------------------------------------------------------------------- | --- | --- |
| 23.      | Тровање алифатичним угљоводоницима                                    | Послови и радна места на којима постоји експозиција алифатичним угљоводоницима (Доказ о интензитету и трајању експозиције)                           | Изражена клиничка слика тровања са специфичним оштећењима два од следећих органа или органских система; крв и крвотворни органи, јетра, бубрези и нервни систем             |
| 24.      | Тровање цикличним угљоводоницима или њиховим хомолозима               | Послови и радна места на којима постоји експозиција цикличним угљоводоницима или њиховим хомолозима (Доказ о интензитету и трајању експозиције)      | Изражена клиничка слика тровања са специфичним оштећењима два од следећих органа или органских система; крв и крвотворни органи, јетра, бубрези и нервни систем             |
| 25.      | Тровање нитро и амино дериватима угљоводоника                         | Послови и радна места на којима постоји експозиција нитро и амино дериватима угљоводоника (Доказ о интензитету и трајању експозиције)                | Клиничка слика тровања са појавом катаракте или специфичним оштећењем два од следећих органа или органских система; крв и крвотворни органи, јетра, бубрези и нервни систем |
| 26.      | Тровање халогеним дериватима угљоводоника                             | Послови и радна места на којима постоји експозиција халогеним дериватима угљоводоника (Доказ о интензитету и трајању експозиције)                    | Клиничка слика тровања са специфичним оштећењем два од следећих органа или органска система; крв и крвотворни органи, јетра, бубрези и нервни систем                        |
| 27.      | Тровање угљен дисулфидом                                              | Послови и радна места на којима постоји експозиција угљен дисулфиду (Доказ о интензитету и трајању експозиције)                                      | Клиничка слика тровања са специфичним оштећењем два од следећих органа или органска система; орган вида, ЦНС, ПНС, или три од осталих органа или органских система          |
| 28.      | Тровање алкохолима или естрима или етрима или алдехидима или кетонима | Послови и радна места на којима постоји експозиција алкохолима, естрима, етрима, алдехидима или кетонима (Доказ о интензитету и трајању експозиције) | Клиничка слика тровања са специфичним оштећењем два од следећих органа или органска система; крв и крвотворни органи, јетра, бубрези и нервни систем                        |

### Тровање пестицидима
| Ред. бр. | Професионална болест                                                  | Послови и радна места на којима се болест јавља | Услови за признавање болести као професионалне                                             |
| -------- | --------------------------------------------------------------------- | --- | ------------------------------------------------------------------------------------------ |
| 29.      | Тровање пестицидима који нису обухваћени по другим тачкама Правилника | Послови и радна места на којима постоји експозиција пестицидима који нису обухваћени под другим тачкама (Доказ о интензитету и трајању експозиције) | Изражена клиничка слика тровања са специфичним оштећењима два органа или органских система |

## Болести проузроковане физичким дејством
| Ред. бр. | Професионална болест                                                        | Послови и радна места на којима се болест јавља | Услови за признавање болести као професионалне |
| -------- | --------------------------------------------------------------------------- | --- | --- |
| 30.      | Обољења изазвана јонизујућим зрачењем                                       | Послови и радна места на којима постоји експозиција отвореним и затвореним изворима јонизујућег зрачења (доказ о трајању експозиције најмање 5 година и интензитету експозиције - личном биодозиметријом или мерењем радиоактивности урина) | Клиничка слика са морфолошким и функционалним променама у крви и крвотворне органима или кожи (Улцерозни радиодерматитис) или очног сочива (катаракта) или хипотиреозе изазване радиоактивним јодом |
| 31.      | Обољења изазвана нејонизујуће зрачењем                                      | Послови и радна места на којима постоји експозиција нејонизујуће зрачењу (Доказ о интензитету и трајању експозиције) | Морфолошке и функционалне промене на органу вида (катаракта) |
| 32.      | Обољења изазвана повишеним или сниженим атмосферским притиском              | Послови и радна места кесонаца, ронилаца и летачког особља (доказ о поновљеним наглим декомпресијама) | Поновљене ваздушне емболије и испади функције ЦНС или миокарда или плућа или коштаног система |
| 33.      | Обољења изазвана буком                                                      | Послови и радна места на којима се долази у контакт са буком преко дозвољеног нивоа (доказ о интензитету и трајању експозиције) | Обострано перцептивно оштећење слуха преко 30% по Фовлер-Сабинеу. Доказ о прогресији оштећења слуха током рада у буци.                                                                              |
| 34.      | Обољења изазвана вибрацијама                                                | Послови и радна места на којима постоји експозиција вибрацијама (доказ о трајању експозиције најмање 5 година) | Клиничка слика са морфолошким или функционалним променама на васкуларном и неуромускуларном или коштаном систему                                                                                    |
| 35.      | Хронични бурзитис зглобова настао услед пренапрезања и дуготрајног притиска | Послови и радна места на којима постоји дуготрајно пренапрезање и дуготрајан притисак на берзе (најмање 5 година) | Клиничка слика хроничног запаљења лакатне или рамене или препателарне берзе са умањењем функције захваћеног зглоба                                                                                  |
| 36.      | Синдром карпалног тунела                                                    | Послови и радна места на којима постоји дуготрајно пренапрезање и дуготрајан притисак на шаку и подлактицу | Клиничка слика са морфолошким знацима хроничне компресије и функционалним испадима |
| 37.      | Парализа нерава услед пренапрезања и дуготрајног притиска                   | Послови и радна места на којима постоји дуготрајно пренапрезање и дуготрајан притисак на периферни нерв | Клиничка слика парализе периферног нерва |
| 38.      | Оштећење менискуса колена услед дугог оптерећења у нефизиолошка положају    | Послови и радна места на којима постоји оптерећење колена у нефизиолошка положају (доказ о трајању оптерећење колена - најмање 5 година, са дневним оптерећењем од најмање 1/3 радног времена)                                              | Клиничка слика са морфолошким лезијама менискуса и функционалним променама коленог зглоба. |

## Болести проузроковане биолошким дејством
| Ред. бр. | Професионална болест                                           | Послови и радна места на којима се болест јавља                                              | Услови за признавање болести као професионалне                                                                                            |
| -------- | -------------------------------------------------------------- | -------------------------------------------------------------------------------------------- | --- |
| 39.      | Тропске, импортоване болести: вирусне, бактеријске, паразитске | Послови особља на служби у областима где се тропске болести јављају ендемски или епидемијски | Клиничка слика тропских болести (доказ о контакту са биолошким агенсом и просторној и временској повезаности са појавом болести)          |
| 40.      | Антропозоонозе                                                 | Послови и радна места на којима је остварен контакт са узрочником болести                    | Клиничка слика антропозооноза (долазак у контакт са биолошким агенсом и просторној и временској повезаности са појавом болести)           |
| 41.      | Вирусни хепатитис                                              | Послови и радна места на којима је остварен парентереални контакт са узрочником болести      | Клиничка слика хепатитиса (доказ о парентералној инфекцији са биолошким агенсом и временској и просторној повезаности са појавом болести) |
| 42.      | Парентерална инфекција вирусом СИДЕ                            | Послови и радна места на којима је остварен парентерални контакт са узрочником болести       | Клиничка слика АИДС-а (доказ о парентералној инфекцији са биолошким агенсом и временској и просторној повезаности са појавом болести)     |
| 43.      | Туберкулоза                                                    | Послови и радна места на којима је остварен парентереални контакт са ТБЦ бацилом             | Клиничка слика туберкулозе проузроковане бацилом туберкулозе резистентним на Антитуберкулозни лекове.                                     |

## Болести плућа
| Ред. бр. | Професионална болест                       | Послови и радна места на којима се болест јавља | Услови за признавање болести као професионалне |
| -------- | ------------------------------------------ | --- | --- |
| 44.      | Силикоза плућа                             | Послови и радна места на којима постоји експозиција прашини слободног силицијумдиоксида (Доказ о интензитету и трајњу експозиције)                                                  | Клинички налаз са радиолошким променама на плућима, профузије 1/1 и поремећајем плућне вентилације најмање средњег степена или већи степен профузије радиолошких промена.                                                                                |
| 45.      | Силико-туберкулоза                         | Послови и радна места на којима постоји експозиција прашини слободног силицијумдиоксида (Доказ о интензитету и трајњу експозиције)                                                  | Клинички налаз са радиолошким променама на плућима, профузије 1/1, као и знацима активен туберкулозе плућа |
| 46.      | Асбестосис плућа                           | Послови и радна места на којима постоји експозиција азбестним влакнима (Доказ о интензитету и трајњу експозиције)                                                                   | Клинички налаз са радиолошким променама на плућима, профузије 1/1 и поремећајем плућне вентилације најмање средњег степена или већи степен профузије радиолошких промена.                                                                                |
| 47.      | Пнеумокониоза рудара угљенокопа            | Послови и радна места у рудницима угља са подземном експлоатацијом (Доказ о интензитету и трајању експозиције)                                                                      | Клинички налаз са радиолошким променама на плућима, профузије 1/1 и поремећајем плућне вентилације најмање средњег степена или већи степен профузије раедиолошких промена.                                                                               |
| 48.      | Пнеумокониоза узрокована тврдим металима   | Послови производње и обраде тврдог метала (Доказ о интензитету и трајању експозиције)                                                                                               | Клинички налаз са радиолошким променама на плућима, профузије 1/1 и поремећајем плућне вентилације најмање средњег степена или већи степен профузије раедиолошких промена.                                                                               |
| 49.      | Бисиноза плућа                             | Послови и радна места на којима постоји експозиција прашини памука, лана и конопље, посебно у почетним фазама прераде (Доказ о интензитету и трајању експозиције најмање 10 година) | Клиничка слика бисинозе у другом и трећем стадијуму болести |
| 50.      | Астма                                      | Послови и радна места на којима долази до контакта са материјама које изазивају алергијско или иритативно дејство на дисајне путеве (Доказ о експозицији)                           | Клиничка слика астме са верификацијом напада у току рада, позитивним неспецифичним и специфични бронхопрпвокативни тестови. у случају када је бронхопровокативни тест контраиндикован, позитивни имунолошки тестови.                                     |
| 51.      | Егзогени алергијски бронхоалвеолитис       | Послови и радна места на којима су радници експоновани спорама гљивица и хетерологну протеинима (Доказ о експозицији)                                                               | Клиничка слика са специфичним Ро-променама на плућима, поремећај вентилације плућа средњег степена, позитиван специфични бронхопрпвокативни тест и специфичне имунолошке промене.                                                                        |
| 52.      | Ангионеуротски едем горњих дисајних путева | Послови и радна места на којима су радници експоновани алергоген материјама (Доказ о експозицији)                                                                                   | Клиничка слика са израженим променама на горњим дисајним путевима и позитивним експозиционим и специфичним имунолошким тестовима |
| 53.      | Хронични опструктивни бронхитис            | Послови и радна места на којима долази до контакта са иритирајућом прашином (Доказ о интензитету и трајању експозиције најмање 10 година)                                           | Клиничка слика хроничног опструктивног бронхитиса, са поремећајем плућне вентилације тешког степена (ФЕВ-12%). Нормалан спирометријски налаз при запослењу, доказ о прогресији оштећења плућа током рада, доказ да је оболела особа одувек била непушач. |

## Болести коже
| Ред. бр. | Професионална болест    | Послови и радна места на којима се болест јавља                                                                 | Услови за признавање болести као професионалне                                                                                   |
| -------- | ----------------------- | --- | --- |
| 54.      | Контактни дерматитис    | Послови и радна места на којима су радници експоновани алергоген или иритативним материјама (Доказ експозицији) | Клиничка слика тежег хроничног или рецидивантног контактног дерматитиса са позитивним специфичним имунолошким и другим тестовима |
| 55.      | Рецидивантна уртикарија | Послови и радна места на којима су радници експоновани алергоген материјама (Доказ експозицији)                 | Клинички слика са позитивним експозиционим и имунолошким тестовима                                                               |

## Малигне болести
| Ред. бр. | Професионална болест | Послови и радна места на којима се болест јавља                           | Услови за признавање болести као професионалне |
| -------- | -------------------- | ------------------------------------------------------------------------- | --- |
| 56.      | Малигне болести      | Послови и радна места где се остварује контакт са канцерогеним материјама | Клиничка слика малигног обољења проузрокованог јонизујућим зрачењем или ултравиолетним зрачењем или хемијски сигурно доказаним канцерогенима (I група IARC) |